# ティスラン・パラメータ
ティスラン・パラメータ （Tisserand's parameter、またはTisserand's invariant）とは、比較的小さな天体と大きな摂動天体のいくつかの軌道要素（軌道長半径、軌道離心率、軌道傾斜角）から計算される値である。小天体の運動を太陽・摂動天体・小天体の3体のみで考え、摂動天体が円軌道上を運動しているとする「円制限3体問題」でほぼ一定の値として保たれるため、軌道要素によって太陽系小天体を分類する指標として使われる。1889年にフランスの天文学者フェリックス・ティスラン (Félix Tisserand) によって導かれたティスランの判定式に由来する。

## 定義
一般に、小天体の軌道長半径を {\displaystyle a\,\!}、軌道離心率を {\displaystyle e}、軌道傾斜角を {\displaystyle i} とし、摂動天体の軌道長半径を {\displaystyle a_{P}} としたとき、ティスラン・パラメータは以下の式で定義される。
{\displaystyle T_{P}\ ={\frac {a_{P}}{a}}+2\cos i{\sqrt {{\frac {a}{a_{P}}}(1-e^{2})}}}

## ティスランの判定式

上記アニメーションにおける彗星の長半径、離心率、ティスラン・パラメータの時間変化をプロットしたもの。木星の摂動によって長半径は4.0から1.9へ、離心率は0.80から0.64へと変化しているものの、ティスラン・パラメータは2.65で不変である。

具体的に太陽-木星-彗星という三体系について考える。彗星の質量は他の二体に比べて極めて小さく、彗星が木星の軌道に与える影響は無視できる（制限三体問題）。木星の公転運動の離心率は 0.0489 でありその軌道はほぼ円運動である。
彗星の軌道は木星から十分に離れていればケプラーの法則に従う楕円形であるが、木星近傍を通過すると木星の重力による摂動を受け、軌道が大きく変化し得る。その結果、木星の近傍を通過する前後で、同一の彗星であるにもかかわらずその軌道が大きく異なっているように見える。そのため、異なる時刻に別の位置に観測された彗星が同じひとつの彗星であるか、それとも異なるふたつの彗星であるかが問題となる。
これが同一の彗星であるならば、彗星の長半径、離心率、軌道傾斜角の摂動前後での値 {\displaystyle a}, {\displaystyle a'}, {\displaystyle e}, {\displaystyle e'}, {\displaystyle i}, {\displaystyle i'} はティスランの判定式
{\displaystyle {\frac {a_{\mathrm {J} }}{a}}+2\cos i{\sqrt {{\frac {a}{a_{\mathrm {J} }}}(1-e^{2})}}={\frac {a_{\mathrm {J} }}{a'}}+2\cos i'{\sqrt {{\frac {a'}{a_{\mathrm {J} }}}(1-e'^{2})}}}
（{\displaystyle a_{\mathrm {J} }} は木星の軌道長半径）を近似的に満足する。これは円制限三体問題における保存量であるヤコビ積分から導かれる。それ故にこの等式が成立する彗星は同一のものである可能性が高く、これにより彗星の同一性が判定できる。

## 応用
- 木星を摂動天体としたときのティスラン・パラメータ {\displaystyle T_{J}} は、太陽系小天体の分類に用いられる。TJ > 3 であればメインベルト小惑星、2 < TJ < 3 であれば木星族彗星とされる[2][9]。
- イギリス生まれの天文学者デビッド・C・ジューイットは、ダモクレス族の定義として TJ ≤ 2 という条件を提唱している[10]。
- 重力アシストを利用可能な外部太陽系探査機の軌道は、ティスラン・パラメータの準保存性によって制約を受ける。
- 海王星を摂動天体としたときのティスラン・パラメータ {\displaystyle T_{N}} は、海王星の影響を受ける散乱円盤天体と影響を受けない分離天体を区別する指標として提唱されている。
- 銀河中心の超大質量ブラックホール (SMBH) 近傍に中間質量ブラックホール (IMBH) が存在するならば、ティスラン・パラメータを用いてSMBH近傍の恒星の軌道からIMBHの位置を推測できる可能性がある（ただし2013年現在この方法で発見された中間質量ブラックホールはない）[11][12]。

## 関連概念
このパラメータは、3体系の摂動ハミルトニアンの研究に用いられる、いわゆるドロネー変数の1つに由来している。ティスラン・パラメータの近似的な保存はヤコビ積分の保存から導かれるものであるが、特に永年摂動のタイムスケールで長半径 {\displaystyle a} が保存する状況（例えば階層的三体問題）では、ヤコビ積分の保存は軌道角運動量の保存
{\displaystyle {\sqrt {a(1-e^{2})}}\cos i=\mathrm {Const.} }
を導く。この結果、木星などの摂動によって準円かつ大きな軌道傾斜角を持つ彗星の軌道が、軌道傾斜角が小さくなると同時に軌道離心率が大きくなる可能性がある（古在メカニズム）。このメカニズムによって彗星は太陽に非常に近い近日点と大きな軌道離心率を持つ「サングレーザー」となり得る。